# EN 397: průmyslová ochranná přilba
ČSN EN 397 "Průmyslové ochranné přilby" je norma, odborný dokument, která má za cíl zejména určit výsledek zátěžového testu přilby a právě tak přesně určuje, jak má být přilba testována. Tyto testy probíhají za různých klimatických podmínek a testuje se odolnost proti nárazu a proti proražení skeletu přilby.
Norma stanoví povinné a nepovinné požadavky na testování. Pro každou vlastnost, nebo oblast testu, musí výrobce dodat samostatnou přilbu (nebo dvě). Povinně se testuje:
- Tlumení nárazu
- Odolnost proti průrazu
- Odolnost proti plameni
- Odolnost upevnění podbradního pásku
- Čitelnost štítku

Mezi nepovinné testy patří:
- Odolnost tlumení nárazu a odolnost proti průrazu při velmi nízké (-30°C) nebo naopak velmi vysoké ( až + 150°C) teplotě
- Elektrické vlastnosti materiálu přilby
- Příčná deformace
- Odolnost proti postřiku roztaveným kovem

## Povinné požadavky
Při zkoušce musí přilba odolat nárazu vedenému shora na přilbu nasazenou na maketu hlavy, kdy síla přenesená nárazem nesmí být vyšší než 5.0 KN. Zkouška se provádí tak, že na přilbu se nechá dopadnout kovový beran o hmotnosti b s polokulovou čelní plochou s poloměrem 50 mm (-+1 mm) z výšky 1000 mm (+-5 mm), měřené od místa nárazu na přilbu ke spodní straně razníku beranu.
Při testování proti průrazu se vrchol razníku beranu nechá dopadnout na přilbu nasazenou na maketu hlavy z výšky 1000 mm (+-5 mm), podobně jako při testování odolnosti tlumení nárazu. Přilba tedy musí nejen odolat, ale při proražení se vrchol (hrot) razníku nesmí dotknout povrchu makety hlavy. Tento požadavek tak logicky chrání budoucí uživatele proti zranění hlavy proniknutím předmětu skrz přilbu.
Při zkoušce odolnosti proti plameni se rozumí, že po vystavení přímému plameni nesmí přilba hořet plamenem déle než 5 s po oddálení plamene od přilby. Postup provedení zkoušky pak určuje i velikost kužele plamene (45 mm +-5 mm) a tlak plynu v hořáku (3430 Pa +- 50 Pa). Z toho tedy vyplývá, že testovací hořák musí být pro tyto parametry seřiditelný. Testované místo na vnější skořepině přilby (která nesmí před zkouškou projít jinými testy) je vystaveno plameni hořáku na dobu 10 s a poté se zkontroluje výsledek – zda testovaný kus poté dále nehořel déle, než požadovaných 5 s.
Podbradní pásek se pak při testování musí udržet při působení síly 150 N na zkušební čelist, a nesmí vydržet větší zatížení než 250 N. Pokud by někdo chtěl rychlý převod newtonů na kilogram, pak zhruba 10 N odpovídá 1 kg (15 až 25 kg). Zmíněné hodnoty vychází z předpokladu, že pracovník na konstrukcích by se mohl o něco zachytit podbradním páskem a ten se tedy musí dostatečně včas uvolnit, aby se zabránilo udušení, respektive oběšení, postiženého. Zároveň se nepředpokládá prudká změna polohy těla nebo jeho pád, které by naopak mohly vést k nežádoucímu uvolnění podbradníku přilby.
Zkoušky se provádí v normovaném klimatizovaném prostředí v teplotách -10°C a +50°C. Temperování pro účely testování probíhá v klimatizační komoře, která musí umožnit klimatizování na požadované teploty a to dobu alespoň 4h před testem.
Pokud jde o větrání přileb, norma neřeší metodiku testování. Pouze stanoví minimální (150 mm²) a maximální (450 mm²) plochu větracích otvorů, pokud je jimi přilba osazena. Větrací otvory mohou být opatřeny prostředky pro uzavření, které při měření plochy musí být naplno otevřené, pokud konstrukce umožňuje jejich otevírání a zavírání.
Posledním požadavkem je čitelnost štítku přilby. Ten musí zůstat 100% čitelný i po vystavení testovací přilby všem možným podmínkám testování. Na přilbě musí být uvedeno zda odpovídá povinným požadavkům normy, ale i nepovinným, pokud jimi prošla. Krom toho musí být ve skořepině přilby vylisováno i z jakého materiálu je vyrobena, velikost nebo rozsah velikosti v centimetrech, rok a čtvrtletí výroby, název nebo značky výrobce a typ přilby.

## Nepovinné požadavky
V případě zkoušek při velmi nízkých nebo naopak velmi vysokých teplotách se přilba nejprve temperuje na požadovanou teplotu, a následně se provádí test, tedy například odolnost proti průrazu, standardním způsobem, jak bylo výše popsáno. Temperace v tomto případě probíhá 4 – 24 h pro test za velmi nízkých teplot, nebo 60 min +-2 min pro testy za velmi vysokých teplot (až 150°C), podle toho, co přichází v úvahu. Mezi tyto typy testů pak patří i namočení přilby do vody a test se provádí po samovolném odtečení kapaliny, cca pět minut po vytažení z vody.
Elektrické vlastnosti přilby se testují třemi typy zkoušek. Ve všech se měří svodový proud, které nesmí být větší než 1,2mA. Smyslem těchto testů je zajistit ochranu uživatele proti krátkodobému, nahodilému, styku s elektrickými vodiči pod střídavým napětím 440 V. Při zkoušce 1 přilba je vystavena střídavému napětí až do hodnoty 1200 V -+25 V o jmenovité frekvenci 50Hz nebo 60Hz a na této hodnotě se udržuje po dobu 15 sekund. Při zkoušce 2 je testovaná přilba nejprve na 24 hodin ponořena do solného roztoku o teplotě 20°C. Po osušení se vloží do nádoby s roztokem obráceně tak, aby testovací nádoba i přilba byly naplněny do výše 10 mm pod spodní okraj skořepiny. A opět se nechá působit střídavé napětí až do hodnoty 1200 V -+25 V o jmenovité frekvenci 50Hz nebo 60Hz a na této hodnotě se udržuje po dobu 15s. V rámci zkoušky 3 se měří svodové napětí mezi dvěma body na skořepině přilby, oba body musí být na vnitřní nebo vnější straně, v minimální vzdálenosti 20 mm od sebe. Poté se opět nechá na přilbu působit střídavý proud o napětí max 1200 V po dobu 15 s.
Zkouška odolnosti proti příčné deformaci zjišťuje odolnost skořepiny vůči setrvalému tlaku, kdy se přilba vloží mezi dvě desky, na něž je vyvíjen tlak v rozmezí od 30 - 430 N a měří se vzdálenost mezi deskami. Rozdíly mezi výsledky jednotlivých měření za působení různě velkých sil je stanovena maximální a zbytková příčná deformace.
Při testování přileb na odolnost vůči postřiku roztaveným kovem se zkoumá, zda roztavený kov, konkrétně železo o hmotnosti 150 g, pronikl skořepinou přilby, rozsah deformace po tomto vysoce invazivním zásahu a zda přilba po uplynutí 5 s od konce stále hořela plamenem. Cílem této zkoušky je tedy zjistit, zda přilba poskytuje krátkodobou ochranu v extrémních podmínkách při styku s taveným kovem.